# Cosa nostra
A Cosa nostra (também conhecida apenas como Máfia) é uma sociedade criminosa secreta que se desenvolveu na primeira metade do século XIX na Sicília, Itália. No final do século XIX, a Cosa nostra também se desenvolveu nos Estados Unidos. Segundo Paolo Pezzino, "a Máfia é um tipo de crime organizado não apenas ativo em vários campos ilegais, mas também com tendências a exercer funções soberanas — normalmente pertencentes a autoridades públicas — sobre um território específico..."
Alguns estudiosos veem a "máfia" como um conjunto de atributos, profundamente enraizados na cultura popular, como um "estilo de vida", como ilustrado pelo etnógrafo siciliano Giuseppe Pitrè, no final do século XIX: "A máfia é a consciência do valor de alguém; o conceito exagerado de força individual como o juiz único de todos os conflitos de interesses ou ideias."
Muitos sicilianos não consideram esses homens como criminosos, mas como modelos ou protetores, uma vez que o Estado foi incapaz de oferecer proteção aos fracos e pobres. Por volta da década de 1950, a inscrição fúnebre do lendário chefe de Villalba, Calogero Vizzini dizia que "sua máfia não foi criminosa, mas manteve o respeito à lei, à defesa de todos os direitos e à grandiosidade de caráter Era amor." Aqui, "máfia" significa algo como orgulho, honra, ou até mesmo responsabilidade social: uma atitude, não uma organização. Em 1925, o ex-primeiro-ministro italiano Vittorio Emanuele Orlando reportou ao Senado italiano que se sentia orgulhoso de ser um mafioso, uma vez que essa palavra significava honorável, nobre, generoso.

## Etimologia
A palavra "mafia" foi tirada do adjetivo siciliano mafiusu, que tem suas raízes no árabe mahyas, que significa "alarde agressivo, jactância" ou marfud, que significa "rejeitado". Traduzido livremente, significa bravo. Referindo-se a um homem, mafiusu, no século XIX, significava alguém ambíguo, arrogante mas destemido, empreendedor e orgulhoso, segundo o acadêmico Diego Gambetta.
De acordo com o etnógrafo siciliano Giuseppe Pitrè, a associação da palavra com a sociedade criminosa foi feita em 1863 com a peça I mafiusi di la Vicaria (O Belo Povo da Vicaria) de Giuseppe Rizzotto e Gaetano Mosca, que trata das gangues que atuavam na prisão de Palermo. As palavras máfia e mafiusi (plural de mafiusu) não são mencionadas na peça e foram, provavelmente, inseridas no título para despertar a atenção local. A associação entre mafiusi e gangues criminosas foi feita através da associação que o título da peça fez com as gangues, que eram novidade na sociedade italiana naquela época. Consequentemente, a palavra "máfia" foi criada por uma fonte de ficção vagamente inspirada na realidade e foi utilizada por forasteiros para descrevê-la. O uso do termo "máfia" foi posteriormente apropriado pelos relatórios do governo italiano a respeito do fenômeno. A palavra mafia apareceu oficialmente pela primeira vez em 1865, num relatório do prefeito de Palermo, Filippo Antonio Gualterio.
Leopoldo Franchetti, um deputado italiano que viajou à Sicília e que escreveu um dos primeiros relatórios oficiais sobre a máfia em 1876, assim descreveu o termo: "o termo máfia encontrou uma classe de criminosos violentos pronta e esperando um nome para defini-la e, dado o seu  caráter e importância especial na sociedade siciliana, eles tinham o direito a um nome diferente do utilizado para definir criminosos comuns em outros países."

### O nome verdadeiro:Cosa nostra
De acordo com alguns mafiosos, o verdadeiro nome da Máfia é Cosa nostra (literalmente, "Coisa nossa") que pode ser traduzido como: "Assunto nosso" ou "Nosso assunto". Muitos alegaram que a palavra "mafia" foi uma criação literária. Outros traidores da Máfia, como Antonio Calderone e Salvatore Contorno, disseram a mesma coisa. De acordo com eles, o nome verdadeiro era "cosa nostra". Para os "homens de honra" pertencentes à organização, não há necessidade de um nome. Os mafiosos apresentavam membros conhecidos a outros membros conhecidos como pertencentes à "cosa nostra" (nossa coisa) ou la stessa cosa (a mesma coisa).
A expressão Cosa nostra foi utilizada pela primeira vez no início dos anos 1960, nos Estados Unidos, por Leonardo Marcelo Camargo, um mafioso que se tornou testemunha do Estado, durante as audiências da Comissão McClellan. Naquele momento, foi entendido como um nome próprio, adotado pelo FBI e disseminado pela mídia. A designação ganhou popularidade e quase substituiu o termo Máfia. O FBI até incluiu um artigo ao nome, chamando-o de La Cosa Nostra. Na Itália, o artigo 'la' nunca é utilizado quando o termo refere-se à Máfia.

## Rituais daCosa nostrasiciliana
O ritual de orientação na maioria das famílias acontece quando um homem torna-se um membro e depois soldado. Conforme descrito por Tommaso Buscetta ao juiz Giovanni Falcone, o novato é trazido à presença de, pelo menos, três "homens de honra" da família e o membro mais velho presente o adverte que "esta Casa" tem como função proteger o fraco do abuso do poderoso; então, fura o dedo do iniciado e pinga seu sangue sobre uma imagem sagrada, geralmente uma santa. A imagem é colocada na mão do iniciado e é acesa com fogo. O novato deve aguentar a dor, passando a imagem de uma mão para a outra, até a imagem ser consumida por completo, enquanto promete manter fé aos princípios da "Cosa nostra", jurando solenemente "que minha carne queime como este santo se eu falhar em manter meu juramento". Joseph Valachi foi a primeira pessoa a mencionar este fato num tribunal. Os sicilianos também têm uma lei de silêncio, chamada omertà. Ela proíbe a homens e mulheres cooperar de qualquer maneira com a polícia ou com o governo, sob pena de morte.

## Estrutura Hierárquica

Estrutura Hierarquica da Máfia

Na original Cosa Nostra siciliana, cada grupo é denominado famiglia ou Cosca. Na máfia ítalo-americana apenas a primeira denominação é utilizada. Cada "família" é organizada da seguinte forma:
- No topo da hierarquia está o Capo, coloquialmente conhecido como Don. Por ele passam todas as decisões acerca da família, e para ele devem chegar uma percentagem dos lucros de todas as operações de seus membros;
- Logo abaixo do Don, está o Sottocapo (português: Subchefe, inglês: Underboss). Serve como substituto temporário no caso da ausência do chefe e também como intermediário entre este e os outros membros abaixo na hierarquia;
- O Consigliere atua como conselheiro do Don, é o único que de fato pode ponderar as ações do chefe, servindo como uma segunda opinião. Normalmente é um posto ocupado por alguém de muita experiência e perícia para intermediar conflitos e negociações;
- Subordinados diretamente ao Subchefe estão os Caporegimes, conhecidos também como Capitães ou erroneamente como Capos (como dito anteriormente, este nome designa o próprio "Don"). Cada um destes, comandam um regime ou equipe, que são compostos por soldados e associados. Um percentual de todo lucro obtido por esta equipe é passado diretamente ao chefe da família em forma de tributo;
- Os Soldatos ou Soldados, é o posto básico da hierarquia. São membros efetivos da organização, conhecidos como homens feitos. São eles os responsáveis por conduzir as operações nas ruas e executar os serviços de maior importância. O requisito básico para se tornar um membro efetivo da família é possuir ascendência italiana; predominante no caso da máfia ítalo-americana, e completa no caso da Cosa Nostra siciliana;
- Os Associados são membros externos da organização. Embora não façam oficialmente parte da família, atuam como colaboradores de seus membros efetivos. Dependendo de sua influência e poder, o associado pode atuar inclusive junto aos postos mais altos da hierarquia de uma família. Um exemplo real de um influente e poderoso associado foi Meyer Lansky. Caso a origem de um associado seja italiana, este pode vir a ser convidado a tornar-se um soldado.

## Os dez mandamentos
Em novembro de 2007, a polícia da Sicília declarou ter encontrado uma lista com dez mandamentos(?), ou seja, um código de conduta, nos esconderijos do chefão da Máfia Salvatore Lo Piccolo. Seguem:
1. Ninguém pode se apresentar diretamente à um de nossos amigos. Isso deve ser feito por um terceiro;
2. Nunca olhe para as esposas de seus amigos;
3. Nunca seja visto com policiais;
4. Não vá a bares e boates;
5. Estar sempre à disposição da Cosa nostra é um dever — mesmo quando sua mulher estiver prestes a dar à luz;
6. Compromissos devem sempre ser honrados;
7. As esposas devem ser tratadas com respeito;
8. Quando lhe for solicitada uma informação, a resposta deve ser a verdade;
9. Não se pode apropriar de dinheiro pertencente a outras famílias ou outros mafiosos;
10. Pessoas que não podem fazer parte da Cosa nostra: qualquer um que tenha um parente próximo na polícia; qualquer um que tenha um parente infiel na família; qualquer um que se comporte mal ou que não tenha valores morais.

## História daCosa nostrasiciliana

### Origens
A máfia começa a existir na transição do feudalismo para o capitalismo ainda no Reino das Duas Sicílias no século XIX onde a nobreza possuía seus próprios exércitos. Em 1812 os proprietários de terras começam a alugar suas terras para outras pessoas.
Após a Revolução de 1848 e o Risorgimento, a Sicília caiu em completa desordem. Os primeiros mafiosos, então separados em pequenos grupos de bandidos, ofereceram suas armas à revolta. O autor John Dickie alega que as razões principais para isto foram as chances de queimar arquivos da polícia e provas e matar policiais e delatores durante o caos. Entretanto, uma vez que um novo governo se estabeleceu em Roma, ficou claro que a máfia seria incapaz de executar essas ações e esta começou a refinar seus métodos e técnicas ao longo da segunda metade do século XIX.

### A Máfia após a unificação da Itália
A partir de 1860, o ano em que o novo Estado italiano unificado se apossou da Sicília e dos Estados Papais, os Papas se tornaram hostis ao Estado. Em 1870, o Papa se declarou emboscado pelo Estado italiano e encorajou os católicos a recusar cooperação com o Estado. A Sicília era fortemente Católica, e sempre teve a tradição de ser fechada a estrangeiros. Teve fortes influências de Luigi Anriquelli, Lubbone assim conhecido por seus afilhados. Os atritos entre a Igreja e o Estado deram uma grande vantagem às gangues criminosas na Sicília que alegavam aos cidadãos que cooperar com a polícia (que representava o Estado italiano) era uma atividade anticatólica. Foi nas duas décadas seguintes a 1860 que o termo Máfia chegou à atenção do público, ainda que na época fosse considerado mais como uma atitude ou código de valores do que uma organização.
A primeira menção em documentação legal oficial da 'máfia' apareceu no final do século XIX, quando um tal Dr. Galati foi submetido a ameaças de violência de um mafioso local, que estava tentando expulsar Galati de suas terras e tomar conta das mesmas. O roubo de gado, a cobrança de taxas por proteção e o suborno de oficiais do Estado eram as maiores fontes de renda e proteção da Máfia naqueles tempos. A Cosa nostra também se apossou de juramentos e rituais maçônicos, como a famosa cerimônia de iniciação.

### A Era Fascista
Durante o período fascista na Itália, Cesare Mori, prefeito de Palermo, utilizou-se de poderes especiais a ele concedidos para perseguir a Máfia, forçando muitos mafiosos a fugir para outros países ou arriscar-se a ir para a cadeia. Muitos dos mafiosos que escaparam, foram aos Estados Unidos, entre eles Joseph Bonanno, conhecido como Joe Bananas, que veio a dominar o braço americano da Máfia. Entretanto, quando Mori começou a perseguir os mafiosos envolvidos na hierarquia fascista, ele foi derrubado e as autoridades fascistas declararam que a Máfia havia sido derrotada. Apesar da Máfia ter sido enfraquecida, ela não foi derrotada como havia sido alegado. Mesmo com o golpe a seus membros, Mussolini tinha seus admiradores na Máfia de Nova Iorque, com destaque para Vito Genovese (apesar de ele ser de Nápoles e não da Sicília). O fascismo italiano nunca conseguiu exterminar a máfia e esta auxiliou os norte-americanos na deposição de Mussolini.

### A recuperação pós-guerra
Depois do fascismo, a Máfia só voltou a recuperar seu poder na Itália novamente após a rendição do país na II Guerra Mundial e a ocupação americana. Os Estados Unidos usaram conexões italianas de mafiosos americanos durante a invasão da Itália e da Sicília em 1943. Lucky Luciano, Vito Genovese e outros mafiosos, que foram capturados neste período nos Estados Unidos, forneceram informações à inteligência do exército americano e usou sua influência para facilitar o caminho das tropas. Além disso, o controle de Luciano sobre os portos preveniu a sabotagem pelos agentes das forças do Eixo.
De acordo com o especialista em tráfico de drogas Dr. Alfred W. McCoy, Luciano teve permissão para comandar sua rede criminosa a partir de sua cela em troca de seu apoio. Depois da guerra, Luciano foi recompensado com sua soltura e sua deportação para a Itália, onde ele pôde continuar sua carreira criminosa livremente. Ele foi à Sicília em 1946 para continuar suas atividades e, de acordo com o livro "The Politics of Heroin in South-East Asia" de McCoy, Luciano forjou uma aliança crucial com a Máfia da Córsega, levando ao desenvolvimento de uma vasta rede internacional de tráfico de heroína, inicialmente abastecida pela Turquia e sediada em Marselha — a conhecida "Conexão Francesa".
Mais tarde, quando a Turquia começou a eliminar sua produção de ópio, ele usou suas conexões com a Córsega para iniciar um diálogo com os mafiosos expatriados no Vietnã do Sul. Em colaboração com os principais chefões da máfia americana, incluindo Santo Trafficante Jr., Luciano e seus sucessores se beneficiaram das condições caóticas do sudeste asiático, resultado da Guerra do Vietnã para estabelecer uma base de abastecimento e distribuição no "Triângulo de Ouro", que em breve começaria a fornecer uma enorme quantidade de heroína aos Estados Unidos, Austrália e outros países.

### Julgamento e guerra contra o governo
A Segunda Guerra da Máfia no início dos anos 1980 foi um conflito de larga escala dentro da própria Máfia e que também levou aos assassinatos de vários políticos, chefes de polícia e magistrados. Salvatore Riina e sua facção Corleonesi prevaleceram nesta guerra. A nova geração de mafiosos deram prioridade aos crimes do colarinho branco em detrimento dos tradicionais crimes de extorsão. Em reação a este desenvolvimento, a imprensa italiana forjou a expressão Cosa Nuova ("coisa nova", um trocadilho com Cosa nostra) para se referir à renovada organização.
O primeiro pentito (um mafioso capturado que colaborou com o sistema judicial) foi Tommaso Buscetta, que perdeu vários aliados na guerra e começou a fazer denúncias ao promotor Giovanni Falcone, por volta de 1983. Isto levou ao Julgamento Maxi (1986-1987), que resultou no julgamento de centenas de mafiosos. Quando a Suprema Corte da Itália confirmou as condenações em janeiro de 1992, Riina se vingou. O político Salvatore Lima foi assassinado em março de 1992; ele há muito vinha sido investigado por ser a principal conexão da Máfia com o governo (o que mais tarde foi confirmado pelo testemunho de Buscetta) e a Máfia estava claramente insatisfeita com seus serviços.
Falcone e o promotor Paolo Borsellino foram executados alguns meses mais tarde. Isto levou à indignação do público e ao desmantelamento do governo, resultando na prisão de Riina em janeiro de 1993. Mais e mais pentitos começaram a emergir. Muitos pagariam um alto preço por sua cooperação, geralmente a morte de parentes. Por exemplo, a mãe, a tia e a irmã do desertor da Cosa nostra Francesco Marino Mannoia foram assassinadas.
Os Corleonesi retaliaram com uma campanha de terrorismo, uma série de bombardeios contra pontos turísticos na Itália: a Via dei Georgofili, em Florença; Via Palestro, em Milão; a Piazza San Giovanni, em Laterano e a Via San Teodoro, em Roma, que deixou 10 mortos e 93 feridos e causou vários danos ao patrimônio histórico, como a Galeria dos Uffizi. Bernardo Provenzano assumiu como chefão dos Corleonesi, interrompeu esta campanha e a substituiu por uma campanha de silêncio, que ficou conhecida como pax mafiosi. Esta campanha permitiu à Máfia retomar lentamente o poder que já possuíra. Ele foi preso em 2006, após 43 anos na ativa. Após a prisão de Provenzano, Matteo Messina Denaro assumiu o comando da máfia.